# IRIX (operációs rendszer)
Az IRIX egy UNIX System V-alapú operációs rendszer BSD elemekkel. A rendszer fejlesztését már abbahagyták. A rendszer fejlesztője az SGI cég, ami azzal a céllal kezdte el fejleszteni, hogy fusson a cég 32 és 64 bites MIPS architektúrájú szervereiken és munkaállomásaikon.
A UNIX gyökerek eredményeképpen képes nagyon hosszú ideig futni, ami a szervereken elengedhetetlen. Az IRIX által használt XFS fájlrendszert a szakma az egyik legjobb naplózó fájlrendszernek tekinti.
Az IRIX különösen jól támogatta a 3D-s grafikát és a videót. Az IRIX az IRIX interactive desktop Grafikus felhasználói felületet használja, és az alapértelmezett ablakkezelője a 4dwm, de akár a Gnome is futtatható rajta.
A rendszer utolsó fő verziószáma a 6.5.

## Külső hivatkozások
- IRIX verziótörténet
- Leírás az IRIX honlapján
- IRIX kézikönyv